# Saxifraga spathularis
Saxifraga spathularis es una planta herbácea de la familia de las saxifragáceas. Es originaria de Europa.

## Descripción
Planta vivaz de 10 a 30 cm de altura, con abundantes hojas amontonadas en una roseta radical, agudamente dentadas hasta casi la base del limbo, borde con margen cartilaginoso muy fino y atenuadas en un pecíolo tan largo como el limbo, aplastado y con pilosidad dispersa por la parte inferior. Envés a menudo rojizo. Tallos floríferos sin hojas, ramificados superiormente, con pelos pegajosos y un tanto rojizos. Flores pequeñas en racimos flojos, con pétalos blancos salpicados de puntos rojos y un par de manchas amarillas en la base. Sépalos completamente vueltos hacia abajo. Anteras y ovarios rosados. Florece a final de primavera y en verano. Se diferencia de Saxifraga hirsuta por sus hojas glabras en su cara inferior, y pecíolo amplio y distintivamente aplanado.

## Distribución y hábitat
En la Península ibérica y en Irlanda entre rocas ácidas, ordinariamente en áreas montañosas húmedas.

## Taxonomía
Saxifraga spathularis fue descrita por Félix de Avelar Brotero y publicado en Flora Lusitanica 172. 1804.
Citología
Número de cromosomas de Saxifraga spathularis (Fam. Saxifragaceae) y táxones infraespecíficos: n=14; 2n=26, 28
Etimología
Saxifraga: nombre genérico que viene del latín saxum, ("piedra") y frangere, ("romper, quebrar"). Estas plantas se llaman así por su capacidad, según los antiguos, de romper las piedras con sus fuertes raíces. Así lo afirmaba Plinio, por ejemplo.
spathularis: epíteto latino que significa "como espátula".
Sinonimia
- Robertsonia hibernica Bree ex Sternb.
- Robertsonia serrata Haw.
- Saxifraga hibernica Sternb.
- Saxifraga serrata Sternb.
- Saxifraga serratifolia (D.Don) J.Mackay ex Rchb.
- Saxifraga umbrosa var. serratifolia D.Don[6]

## Híbridos
- Saxifraga x andrewsii
- Saxifraga x cochlearifolia
- Saxifraga x polita
- Saxifraga x urbium[7]